# 今永和利
今永 和利（いまなが かずとし、1962年 - ）は日本の建築家。今永環境計画 代表。東京都生まれ。

## 経歴
- 1981年 東京都立青山高等学校卒業
- 1985年 早稲田大学理工学部建築学科卒業
- 1985年-96年 磯崎新アトリエ勤務
- 1997年 ロンドン大学バートレット校大学院ピーター・クック建築意匠研究室修了（文化庁派遣芸術家在外研修員）
- 1998年-2000年 F.O.Architects
- 2000年 今永環境計画設立、現在に至る
- 2011年- 工学院大学建築学部非常勤講師

## 主な作品
- 2002年 沼津つむぎや（沼津市優良建築物）
- 2003年 上用賀ストゥーディオ
- 2004年 白いおもちゃ箱（2005年度グッドデザイン賞）
- 2006年 光の煙突効果
- 2006年 水平吹き抜けの家（渡辺篤史の建もの探訪 2007年4月15日テレビ朝日）
- 2007年 RAINBOW HOUSE
- 2009年 STEP by STEP
- 2010年 天文画家の家
- 2012年 SENSE（第9回モダンリビング大賞 大賞)

## 評価
- モノトーン（特に白い）建築を得意とするミニマリズムの建築家。以下の本人によるコラムが彼のデザインに対する立ち位置を表している：『よく、「今永さんは白が好きなのですか？」と聞かれる。たしかにわれわれが設計した建物は白っぽいものが多い。（中略）私自身、白が好きでも嫌いでもないが「建築は生活の背景であるべきだ」と常々思っているので、白が好きなクライアントには白い背景を用意する。（後略）』（新建築住宅特集2008年2月号p162）。
- エコ住宅に造詣が深い。
- イギリスの建築、特にアーキグラムに造詣が深い。